# 아서 레이크

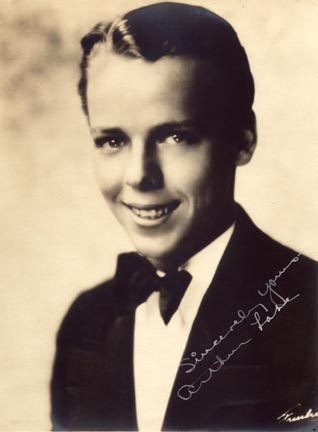

아서 레이크(Arthur Lake, 1905년 4월 17일 ~ 1987년 1월 9일)는 미국의 배우, 텔레비전 배우, 영화배우이다.
켄터키주에서 태어났으며 인디언웰스에서 사망하였다. 사인은 심근 경색이다. 할리우드 포에버 공동묘지에 매장되었다.

## 영화
- 쓰리 이즈 어 패밀리 (1944년)
- 토퍼 (1937년)
- 온 위드 더 쇼! (1929년)
- 해롤드 틴 (1928년)
- 더 에어 서커스 (1928년)
- 더 크래들 스내처스 (1927년)
- 스물더링 파이어스 (1925년)